# Tropas Pablo Úbeda
Tropas Pablo Úbeda (TPU), eran las tropas especiales del Ministerio del Interior de la República de Nicaragua, operativas desde 1979 a 1989. Creadas por el Comandante de la Revolución Tomás Borge Martínez siendo el ministro del Interior en el gobierno revolucionario sandinista, con la finalidad de contar con un grupo destinado a efectuar acciones militares tácticas contra objetivos diversos, especialmente en contra de elementos armados de la oposición a la Revolución Sandinista, mejor conocidos como contrarrevolución o contras, aunque también realizaron acciones antiterroristas y antiextorsión y antisecuestros.
Después del triunfo de la Revolución Sandinista en todos los barrios de Managua se formaron comando para defender las zonas porque todavía andaba uno que todo guardia de los Somoza y se formaron también las brigadas de caza perros que se encargaban de captura estos guardias a partir del 11 de agosto de 1979 se seleccionaron los mejores combatientes de eso lugares y se concentró en Escuela Walter Mendoza y a partir del 12 de agosto comienza la historia de las Tropas Especiales Pablo Úbeda.

## Fundación
El 12 de agosto de 1979 nacen las Tropas Especiales Pablo Úbeda y comienza a entrenarse desde ese día la primera misión, seleccionaron 100 hombres y son enviados a la Costa Caribe Nicaragua el 17 de octubre de 1979 regresando a Managua el 31 de diciembre, ubicados en las cercanías de la laguna de Xiloá posteriormente son traslado a 5 kilómetros a los pies de volcán Chiltepe base de operaciones de las TPU.

## Organización
Las TPU estaban organizada inicialmente en escuadra, pelotón, compañía y batallón posteriormente esta estructura cambio un poco manteniéndose las dos primeras y se formaron cinco destacamentos de Destino Especial más las unidades de administración y de apoyo logístico operativo.
Cada destacamento estaba compuesto por 69 hombres en total (incluidos 1 jefe, 1 segundo jefe y 1 delegado político de guerra) distribuidos en 3 pelotones con 2 escuadras cada pelotón, cada escuadra de 10 hombres más 1 jefe y 1 segundo jefe del pelotón para un total de 22 hombres por pelotón.

## Selección y entrenamiento
Eran entrenados en diversas áreas entre las que destacan: paracaidismo, buceo, artes marciales (Kuk Sool Won, Karate), uso de explosivos, resistencia y supervivencia. Para los entrenamientos se contó con instructures de diferentes países que apoyaban al bloque socialista, resaltando norcoreanos, alemanes, cubanos y vietnamitas.

## Uniformes y armamento
Las TPU eran entrenadas en el uso de gran variedad de armas disponibles, empezando con las armas rusas y pasando por cualquiera que pudiera ser recuperada al enemigo. Dado el carácter de contrainteligencia de sus operaciones esto debía de ser una capacidad básica de los miembros que la formaban.
- AKM, versión más usada AKMs
- Uzi
- Makarov PM
- Tokarev TT-33

## Operación Ciclón
Alertadas por la contra-inteligencia, las TPU planificaron la llamada "Operación Ciclón" contra un grupo de la Alianza Democrática Nicaragüense (ARDE) que se adentró hacia los departamentos de Boaco y Chontales para hacer contacto con un grupo de la Fuerza Democrática Nicaragüense (FDN). La operación consistió en un hábil engaño que causó la baja efectiva de 79 elementos, las TPU haciéndose pasar por Contras de la FDN los hicieron formar en un claro (comarca "El Corozo", Camoapa - V Región Militar) que había sido minado para ser explotado a un tiempo preciso.
Ese 5 de noviembre de 1984 se sufrió la baja del Subcomandante Enrique Schmidt Cuadra, jefe del destacamento TPU, quien fue muerto por el contra Algis Cedeño, panameño que estaba peleando con la Contra, éste lo reconoció dándose cuenta del engaño. Schmidt Cuadra, quien había sido jefe de la Policía Sandinista de Managua y Ministro de Telecomunicaciones y Correo (TELCOR), se convirtió en el primer alto funcionario del gobierno revolucionario que fue muerto en el campo de batalla.